# Úbeda Club de Fútbol
El Úbeda C. F. fue un club de fútbol de español, de la ciudad de Úbeda, Jaén. Se creó siendo el sucesor del antiguo Úbeda F. C.
El Úbeda C. F., es un club desaparecido, que llegó a jugar en la Tercera División donde ha estado durante 32 campañas y donde ocupaba la 60 posición de la clasificación histórica. En la actualidad, dos clubes de la ciudad buscan heredar en testigo del antiguo club, el Club Deportivo Úbeda Viva y la Unión Deportiva Úbeda Club de Fútbol

## Historia
El fútbol llegó a Úbeda en la primera década del siglo xx, sus orígenes se remontan en 1918, cuando un grupo de amigos aficionados al balompié deciden crear un equipo en la ciudad de los cerros, así pues nace el Úbeda Football Club, este equipo nunca sería un club sino un equipo de amigos.
El primer partido se jugó ocho días más tarde en Andújar con victoria del conjunto local por 3-1.
En Úbeda, se producen los primeros balbuceos del fútbol anárquico, aquel qué se jugaba en el distrito de la alberquilla, cerca de la fuente de la Alameda, o más tarde en el cerro de la horca y junto a la ermita de las Virgen del Pilar, pasando por la iniciación elemental que supuso la cristalización, en equipos de la ciudad, con el Iberia, la Unión Deportiva, el Racing o el San Miguel. La rivalidad que mapas se frecuentaba eran los partidos que enfrentaban al Úbeda F. C., con el Iberia.
El 18 de septiembre de 1922, se disputó el primer derbi frente al Jaén F. C., con el resultado final de empate 3-3. Entre los enfrentamientos más resonados destacan el 6-2, al Iberia, el 7-4, frente al Úbeda Racing Club y el que enfrentó en Linares, al Linares F. C. y al Úbeda F. C., con victoria ubetense por 0-2.
En estos equipos, tendríamos que enjuiciar muy por encima sus formas de actuar, aunque quedará como símbolo fehaciente los nombres de Coronel, Ócasar, Ángel Francisco, Martino, Palacín, Paños, Moya, Micó, Éscobar, Seoane, Nicolás Murciano, Cárdenas, Gaspar, Pepillo Vara, Rafael Vidal —que fuera portero del Real Madrid en Primera División—, Leopoldo Saro y Pedro Molina quien fuera leyenda del Jaén F. C.
Después en este trance, podrían figurar, Pepe Hernández, Juanete Martínez Griega, José Luis Rodríguez, Di este, Paco Orcera, Gracia León, Pepe Barrios, Pepe Rubio, Lechuga, Pedro Barrios, Paco Sánchez, Canovillas, Manuel Sánchez, Fulgencio Ádam, Peiro o Manuel Olivares —futbolista que consiguió el premio al Trofeo Pichichi de Primera División con el Madrid F. C.—. Futbolistas que ya elevaron a un buen exponente la pasión ciudadana por el fútbol y compusieron las primeras muestras de un fútbol remozado y viril. Pero hasta que no paso la Guerra de Liberación, no se hizo nada efectivo.
Tras la guerra civil española, no se permitió a los clubes de fútbol obtener nombres extranjeros, así en 1941, y tras la crisis con la que convive la ciudad, nace en la ciudad el Úbeda Club de Fútbol, aquel equipo, en el que esforzados muchachos ubetenses defendieron y remontaron los colores de su ciudad. El club entraría años más tarde a disputar categoría regional, así en 1943, queda campeón de su grupo de segunda categoría regional entre club de Jaén y Córdoba, disputando varios encuentros de carácter amistoso el primero fue en Andújar, frente al Andújar U. D., con victoria del Úbeda por 2-3, otro encuentro ese mismo año le enfrentó en Madrid, a la A. D. Ferroviaria, cayendo derrotados por el resultado de 4-2, dejando buena imagen, en su primera visita a la capital de España, también se jugó otro amistoso en Úbeda, frente al Linares Deportivo con empate a un gol.
Ese mismo año disputaría por vez primera la Copa del Generalísimo, fue la edición número cuarenta de dicho campeonato que participarían los 14 club de Primera, los 14 de Segunda y los 70 representantes de Tercera, junto con los 14 campeones de Categoría Regional, 5 equipos renunciaron a jugar su plaza y en el caso de la U. D. Carcagente, se invitó al Úbeda C. F., a disputar su plaza vacante. Los otros cuatro equipos que rechazaron jugar esta edición no se les reemplazó. Así pues el 20 de febrero de 1944, el Úbeda viajó hasta Jaén, para medirse en la primera eliminatoria de copa con la Sociedad Olímpica Jiennense, cayendo eliminado por la mínima el cuadro ubetense en la capital del Santo Reino por 3-2.
También se jugó un partido amistoso este año en Jerez, frente al Jerez C. D., con victoria jerezana, por cinco goles a cuatro, esta fue la primera visita del Úbeda a la ciudad de Jerez.
En 1948, bajo las órdenes del entrenador vasco Francisco Viguera, el club consiguió su mayor hito hasta la fecha de un conjunto de la ciudad de los cerros, proclamándose campeón en la final celebrada en Murcia, frente a un club histórico como el Alicante C. F., venciendo el cuadro andaluz por el resultado de 4-3, en una final muy igualada que se decidió en el minuto 87, cuando el delantero vasco —cedido por el Sevilla F. C.— Ángel María Arregui, remachó a las telarañas de la portería alicantina el gol que daba al club el título más importante de su historia. Arregui, fue el autor de un hat-trick. El otro gol del Úbeda lo marcaría Moya, en el minuto 62 y supuso el empate 2-2. El Úbeda, formó con Juan Díaz de la Rosa —en portería—, Mario Palacios, Miguel Ovejero, Ángel Ledesma, Luciano Castañón Chano, Esteban Moya, Sebastián Mendoza, Ángel Arregui, Pedro Alcántara y Octavio Flores. También configuraban en la plantilla, jugadores como el portero Manuel Pachón, y el soviético Vladislav Sokolov o el ubetense José Salido.

### Años 50 y 60

#### Ascenso a Tercera División
La década de los cincuenta sería la década más gloriosa del Úbeda en toda su historia. Comenzó disfrutando de varios partidos amistosos frente a C. A. Morón con empate a uno, o Coria C. F., ganando el club ubetense claramente por 3-0. Pero el partido más importante de todos los eventos tuvo lugar en la festividad de San Pedro y San Pablo, y como parte de las celebraciones del xxv aniversario de la Cofradía de Nuestro Señor en la Columna, se organizó un partido de fútbol amistoso entre el Úbeda C. F. y el Sevilla F. C., con victoria local por 1-0, frente a todo un poderoso de la primera división, en este partido destaca la vuelta a Úbeda de Arregui, qué vistió la elástica sevillista esta temporada antes de firmar por el Real Jaén.
Tras haber quedado campeón de su grupo de regional en 1951 y no obtener el premio del ascenso, que si conseguirá en la temporada 1951-1952 de la mano del entrenador vasco Francisco Vigueras, cuando tras volver a quedar campeón de Andalucía, consiguió el ascenso por vez primera a categoría nacional. Esta temporada llegaron jugadores como Pujana, qué llegó procedente de las filas del Club Portugalete y que llegó a militar en las filas del Athletic de Bilbao. La plantilla que conquistó el título regional estuvo formada por los siguientes jugadores; La Rosa, Antonio Benítez, José Salido, Antonio Cazorla, Juan Franco, Hilario Vargas, Juan Cruz, José Segovia Martín, Gonzalo Pujana, Luis Frutos, Benigno Ezquerro, Manuel Santiago Piri, Manuel López, y Ángel Martín.
El grupo estaba compuesto por los siguientes equipos, por orden en la clasificación: Juventud Balompié, R. C. Portuense, C. D. Martos, Coria C. F., Peñarroya-Pueblonuevo C. F., C. D. Hércules Gaditano, C. D. Antequerano, Motril C. F., Puerto Real C. F., C. D. San Juan, Constantina C. F., C. D. Écija, Linares C. F., Nervión, C. D. Alcalá y Navas Athletic.
La rivalidad con el Linares ya empezaba a destacar con fuerza ese año. El Úbeda venció los dos partidos de la temporada, incluso hubo enfrentamientos entre aficiones de ambas ciudades. Fue la piedra de toque, lo fundamental en que la labor organizadora de Manolo Sánchez, pudo dar paso a directivas entusiastas, que encauzaron y emprendieron la subida veloz del Úbeda C. F. Pepe Anguís, rodeado de hombres emprendedores, superó y venció la fase inicial para que Manolo Fernández Peña consiguiera después el tan deseado ascenso a Tercera División. Y cuando llegó esto, el Úbeda que corría sus primeras lanzas en batalla desconocida, no tuvo por menos que languidecer bajo el mandato de Joaquín Lope.
La plantilla quedó compuesta de la siguiente manera: guardametas, Juan Díaz de la Rosa y José Benítez González «Pepillo», Esteve, Paquirrini, Salcedo, Chispa, Maestre, Portilla, Manolo, Juani, Ruiz, Ramón, Bañón, Ledesma, Morgui y Luis Frutos.
El club quedó encuadrado en VI grupo de la Tercera División, junto con los siguientes conjuntos; Real Betis, Cádiz C. F., Recreativo de Huelva, U. D. Almería, Algeciras C. F., Jerez C. D., S. D. Ceuta, C. D. Iliturgi, C. D. San Fernando, C. D. Utrera, U. D. España de Tánger, Español C. F., U. D. Sevillana, C. R Granada y Club Atlético Malagueño.
El campeón fue el Jerez C. D., que a su vez ascendió directamente a Segunda, el segundo clasificado fue la U. D. España de Tánger, que disputó la promoción de ascenso a segunda. El Úbeda C. F. quedó en decimocuarta posición de la clasificación final, disputando treinta partidos jugados, con el balance de 11 victorias, 1 empate y 18 derrotas, marcando la cifra de 52 goles y encajando 79 en contra.
El Úbeda C. F., hace su debut en Tercera, el 14 de septiembre de 1952 en el Estadio de San Miguel, con motivo de la primera jornada del campeonato nacional de liga, frente a todo un campeón de Liga y Copa, como es el Real Betis Balompié, el resultado final fue de victoria para el conjuntó sevillano por 3-4. El Úbeda, ese día formó con la siguiente alineación: Pepilllo —en portería—, Maestre, Jiménez, Salcedo, Juani, Manolillo, Ruiz, Ramón, López, Mergui y Luis Frutos. Por parte del Betis, formó con Juan A. Palma —en portería—, Portu, Fausto Vals, Miguel Vela, Sebastián Pérez, Iñigo Arza, José Peñafuente, Juan Venys, Luisito, Francisco Ruiz y Manuel Domínguez. El árbitro designado fue el colegiado Rodríguez Morales. Los goles fueron obra el 0-1 —en el minuto 10— por Sebastián Pérez, el 0-2 y 0-3 Domínguez —en el minuto 31 y 54—, con el 1-3 acortó distancias el Úbeda por mediación de Mergui en el minuto 58 y en el minuto 61 puso el 2-3, Iñigo Arza puso el 2-4 en el minuto 76 y Maestre puso el definitivo 3-4.En el partido el Úbeda siempre fue por detrás en el marcador, pero tuteando a todo un Betis en su debut en Tercera. El entrenador del Real Betis, en ese partido fue un viejo futbolista que paso por la ciudad y el club de Úbeda, Manuel Olivares Lapeña.
Consiguió su primera victoria en Tercera en la tercera jornada de liga en el viejo Estadio del San Miguel, frente al C. D. Utrera por 2-1. El 5 de octubre de 1952 con motivo de la cuarta jornada de liga el Úbeda visita Cádiz, para medirse por vez primera al Cádiz C. F., entrenado por el chileno Higinio Ortúzar en el Estadio de Mirandilla, el árbitro del partido fue Ceballos. El resultado final fue de 5-0. Los goles fueron obra de Chano, dos de Tarro y dos de Juan Collar. El Úbeda C. F. formó con la siguiente alineación, Pepillo —en portería—, Paquirrini, Portilla, Maestre, Juan, Manolo, Ruiz, Ramón, Ledesma, Morgui y Frutos. Por el Cádiz formó con Egurén —en portería—, Moncho, Martín, Bademunt, Salva, Mero, Gorraiz, Turró, Cuando, Juan Collar y Tarro.
En la siguiente jornada visitó el San Miguel, el C. D. San Fernando —que salió derrotado por 3-1—. Tras cosechar una mala racha de cinco jornadas consecutivas perdiendo frente a U. D. Sevillana por 3-2, U. D. España de Tánger por 2-3, Jerez C. D. por 4-1, Algeciras C. F. por 0-1 y Español C. F. por 1-0. Se corta una mala racha de resultados en la visita del S D. Ceuta con una victoria por dos goles a cero.

## Uniforme
- Uniforme titular: Camiseta verde, pantalón blanco y medias verdes.

## Estadio
Municipal de San Miguel, con capacidad para 12 000 personas. El estadio fue inaugurado en 1992, en un partido frente al Atlético Madrileño.

## Datos del club
- Temporadas en 1.ª: 0
- Temporadas en 2.ª: 0
- Temporadas en 2.ª B: 0
- Temporadas en 3.ª: 33
- Peor puesto en la liga: 18.º (Regional temporada 07)

## Jugadores
Muchos son los grandes futbolistas que han vestido la camiseta de la ciudad de los Cerros:
- Anquela
- Arregui
- Vela
- Luis Aragonés[1]
- Paquirrini
- Cherno Samba
- Ficha
- Martialay
- José Álvarez
- Somavilla
- Domínguez
- Espinosa
- Unamuno II
- Rafael Berrocal
- Sola
- Sutil
- Edu Villegas
- Esteve
- Óscar Quesada
- Bjørn Johnsen

## Entrenadores
- Adolfo Bracero
- Camoto
- Diego Villalonga
- Francisco Viguera
- Miguel Vela
- Gregorio Manzano[2]
- Víctor Expósito Berzosa

## Palmarés

### Torneos nacionales
| Competición nacional           | Títulos    | Subcampeonatos |
| ------------------------------ | ---------- | -------------- |
| Tercera División (1)           | 1954-1955. |                |
| Copa Federación (1)            | 1948.      |                |
| Copa de la Liga de Tercera (1) | 1985.      |                |

### Torneos amistosos
| Competición amistosa | Títulos | Subcampeonatos |
| -------------------- | ------- | -------------- |
| Trofeo del Olivo (1) | 1988.   |                |

## Trofeo Fiestas de San Miguel
Este trofeo se disputa en el mes de septiembre por motivo de la feria ubetense. Este trofeo ha sido disputado por grandes equipos como Real Jaén, Osasuna, Elche y Real Mallorca.
Aunque, la mayoría de sus ediciones, se disputa frente a sus principales rivales de la provincia que son el caso del Real Jaén CF, club este con el qué más rivalidad contiene su última participación fue en 2012, con victoria jiennense por 0-1, con un gol de Santi Villa, en el minuto 89. También el Linares Deportivo, tubo su último enfrentamiento en 2013, el CD Iliturgi, el Baeza CF, el CD Navas de San Juan, o el CD Villanueva, último participante en la feria de 2015, entre otros muchos equipos de la provincia, también han disputado este trofeo.

## Trofeo Patrimonio de la Humanidad
Es un torneo que se disputa en las ciudades de Úbeda y Baeza con equipos participantes de la provincia de Jaén.